# 张晓梅 (1911年)
张晓梅（1911年—1968年4月28日），女，原名张锡珍，直隶良乡（今北京）人，生于保定，中华人民共和国政治人物，政协第一届全体会议代表。